# Place du Pont-Neuf (Toulouse)
Pour les articles homonymes, voir Place du Pont-Neuf (homonymie).
La place du Pont-Neuf (en occitan : plaça del Pont Nòu) est une voie de Toulouse, chef-lieu de la région Occitanie, dans le Midi de la France.
Cette petite place rectangulaire, au débouché du Pont-Neuf, est un exemple précoce de place « à programme » : voulue par les capitouls, qui souhaitent donner à la ville une entrée monumentale dans l'axe du pont dont les travaux s'achèvent au même moment, elle est aménagée lentement tout au long du XVIIe siècle. Modifiée par l'aménagement des quais le long de la rive droite de la Garonne – quai de la Daurade entre 1766 et 1777, puis quai de Tounis vers 1856 – et le percement de la rue de Metz entre 1861 et 1862, elle présente aujourd'hui un visage varié. Elle est bordée de bars, cafés, restaurants, ainsi que quelques commerces de proximité.

## Situation et accès

### Description
La place du Pont-Neuf est une voie publique. Elle se situe à la limite entre le quartier des Carmes et le quartier du Capitole.
Elle forme un rectangle d'environ 74 m de long sur 26 m de large. À l'ouest, la place reçoit le Pont-Neuf, mais aussi les deux voies qui longent le quai de la Garonne, quai de la Daurade au nord et quai de Tounis au sud. À l'est, la place reçoit la descente de la Halle-aux-Poissons et la rue des Couteliers, tandis qu'elle donne naissance à la rue Lanternières et à la rue Peyrolières. Enfin, la place est prolongée vers l'est par la rue de Metz, qui traverse le centre-ville de Toulouse par la place Étienne-Esquirol et aboutit à la place Dominique-Martin-Dupuy.

### Voies rencontrées
La place du Pont-Neuf rencontre les voies suivantes, dans l'ordre des numéros croissants :
1. Pont-Neuf
2. Quai de la Daurade (g)
3. Quai de Tounis (d)
4. Rue Lanternières (g)
5. Rue Peyrolières (g)
6. Descente de la Halle-aux-Poissons (d)
7. Rue des Couteliers (d)
8. Rue de Metz

### Transports
La place du Pont-Neuf est traversée et directement desservie par la ligne de bus 44, ainsi que par la navette Ville. Elle se trouve également à proximité de la place Étienne-Esquirol, où se trouve la station du même nom, sur la ligne de métro . 
Il existe également des stations de vélos en libre-service VélôToulouse dans les rues les plus proches de la place du Pont-Neuf : les stations no 27 (122 quai de Tounis) et no 49 (52 rue des Couteliers).

## Odonymie

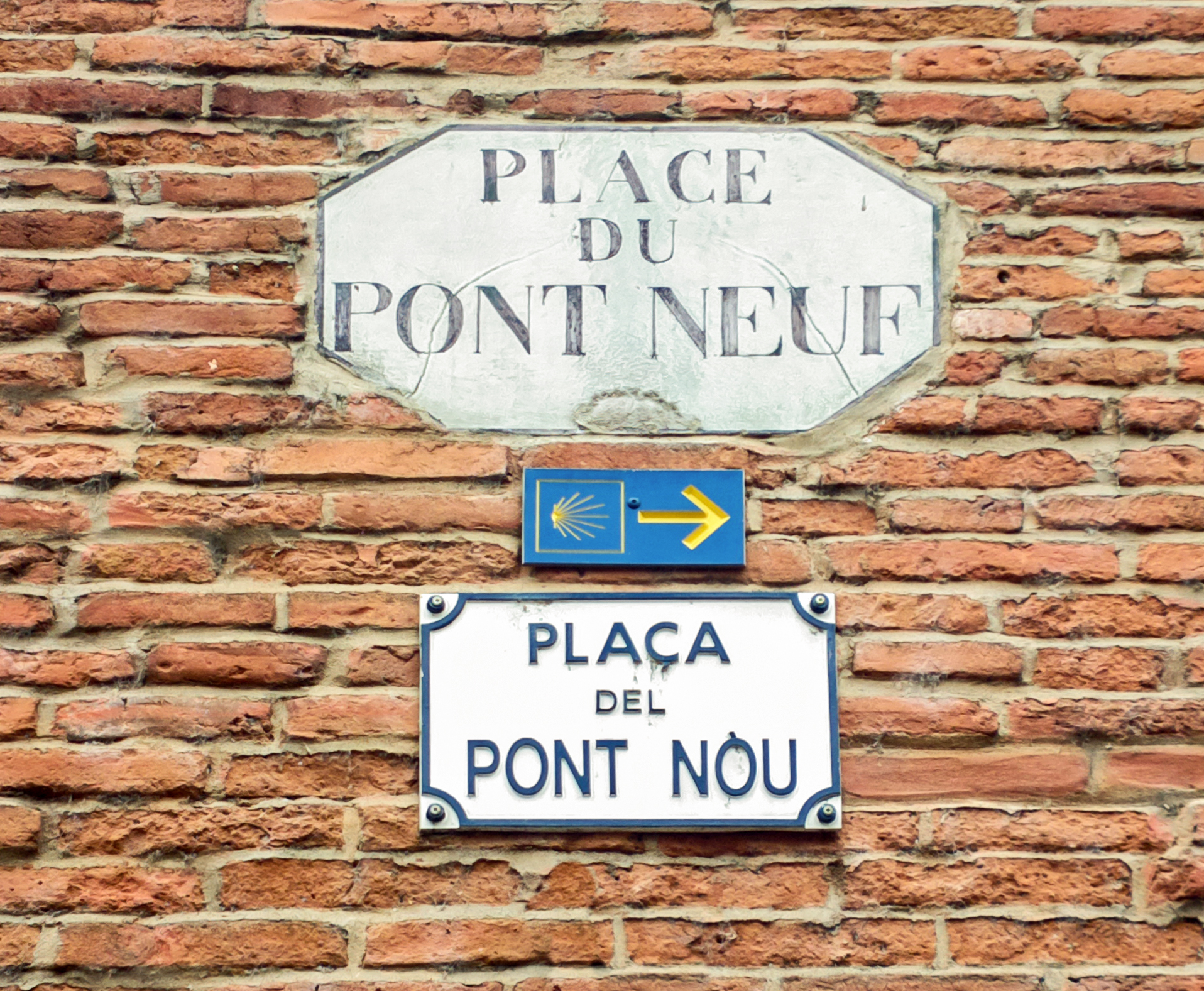
Plaques de rue en français et en occitan.

Le nom de la place fait référence au Pont Neuf, qui y débouche. En 1794, pendant la Révolution française, le Pont Neuf, la place du Pont-Neuf et la rue des Couteliers furent rebaptisés du nom de Lepeletier, en hommage à Louis-Michel Lepeletier de Saint-Fargeau, député de l'Yonne à la Convention, proche des Montagnards, qui vota la mort de Louis XVI et mourut le 21 janvier 1793, assassiné par un royaliste. Il fut considéré comme le « premier martyr de la Révolution » et inhumé au Panthéon.

## Histoire

### Moyen Âge
Au Moyen Âge, la place du Pont-Neuf n'existe pas. Elle est occupée par un moulon, dépendant du capitoulat du Pont-Vieux, bordé au sud et à l'est par la descente et la rue du Pont-Vieux (actuelles descente de la Halle-aux-Poissons et rue Peyrolières), puis par la rue Lanternières, et au nord par la rue Giponières (actuelle rue du Tabac). Au croisement des rues du Pont-Vieux et Lanternières se trouve un simple carrefour, connu au XIVe siècle comme la place du Pont-Vieux ou la place de Gautier d'Aigremont. Ce nom devait lui venir d'un propriétaire du lieu qui avait fait bâtir une chapelle dans la rue du Pont, connue comme la chapelle d'Aigremont. Un marché de fruit se tient sur cette petite place. Le quartier est majoritairement peuplé d'artisans et de marchands, qui profitent de la proximité des deux ponts qui traversent la Garonne, le Pont Vieux et le pont de la Daurade.

### Période moderne
En 1603 commencent les premiers travaux d'aménagement de la place, face au nouveau pont sur la Garonne, dont la construction a commencé depuis 60 ans : la pose de la première pierre de la culée du pont sur la rive droite annonce l'ouverture prochaine du pont. Les travaux provoquent des destructions importantes dans le moulon médiéval, éventré par les démolitions. Sur le côté sud de la future place, la Halle aux poissons, aménagée dans l'ancienne maison du marchand Guillaume Chalon, et la maison du marchand Guillaume Raché sont démolies en 1603. L'année suivante, quatre immeubles entre la rue Lanternières et la rue des Couteliers sont abattus, les matériaux étant réemployés pour la culée du pont. Les travaux de percement sont cependant très longs et sont ralentis par les travaux de surélévation et de nivellement du sol, qui ne sont achevés qu'en 1632. Cette année, la place est également pavée.
Le projet d'aménagement de la place révèle la volonté des capitouls de donner à la ville une belle place du type des « places royales » de Paris, telles la place Royale et la place Dauphine, aménagées au début du XVIIe siècle. Il est prévu que les maisons soient construites sur le même plan, aux frais de la ville qui en reste propriétaire. Le projet dessine une place qui forme un rectangle allongé de 65 mètres de long et 26 mètres de large, bordé par deux alignements de maisons, du côté nord et du côté sud, qui se prolongent jusqu'au pont. Des sculptures doivent orner les façades et donner un aspect monumental à l'ensemble.
En 1656-1657 commence la construction des maisons du côté sud de la place. En 1658 est achevée la première maison, celle de Gilles de Juillard (actuel no 10), seigneur de Lescout et capitoul en 1657-1658, qui a voulu avoir sa maison sur la place encore en cours d'aménagement. En 1659, l'entrée dans Toulouse par le Pont Neuf, alors qu'ils sont en route vers l'Espagne pour signer le traité des Pyrénées et préparer le mariage avec l'infante Marie-Thérèse, du roi Louis XIV et de sa mère Anne d'Autriche, est l'occasion de faire sculpter par Pierre Mercier les blasons des huit capitouls de l'année sur la façade de la maison de Gilles de Juillard. Cette même année, une partie de la Halle aux poissons et de son Logis sont démolis, afin de poursuivre l'alignement entre la maison de Gilles de Juillard et le pont : les quatre nouvelles maisons sont achevées en 1661-1662. En 1662, on fait enlever de la façade de la Halle aux poissons un buste de Henri IV et des trophées, sculptés par Pierre Souffron en 1604 pour le Pont Neuf, mais qui n'y avaient jamais été posés et avaient été laissés à la Halle aux poissons en 1610 : ils sont mis sur la première maison qui joint le pont du côté sud par les sculpteurs Jacques et François Mercier. Dans une niche à l'angle de cette maison est placée une sculpture de Gervais Drouet, statue de la Vierge foulant aux pieds l'hérésie, afin de célébrer la défaite et le départ des protestants de Toulouse un siècle plus tôt, en 1562.
En 1663 commence la construction des premières maisons du côté nord. Sitôt la première maison contre le pont construite, les capitouls la font décorer de sculptures répondant au groupe formé du côté sud par le buste d'Henri IV et des trophées de Pierre Souffron : le groupe sculpté du côté nord, réalisé par le stucateur parisien Léonard Duchesne et le sculpteur toulousain Jean Ayries, comprend un buste de Louis XIV, avec les armoiries des royaumes de France et de Navarre accompagnées de trophées et de captifs. En 1682, on place à l'angle de la maison une statue du Christ exécutée en 1660 par Antoine Guépin, copie d'une statue de la basilique romaine de la Minerve, par Michel Ange. En 1688 enfin, les travaux d'aménagement de la place sont achevés avec la dernière maison du côté nord.

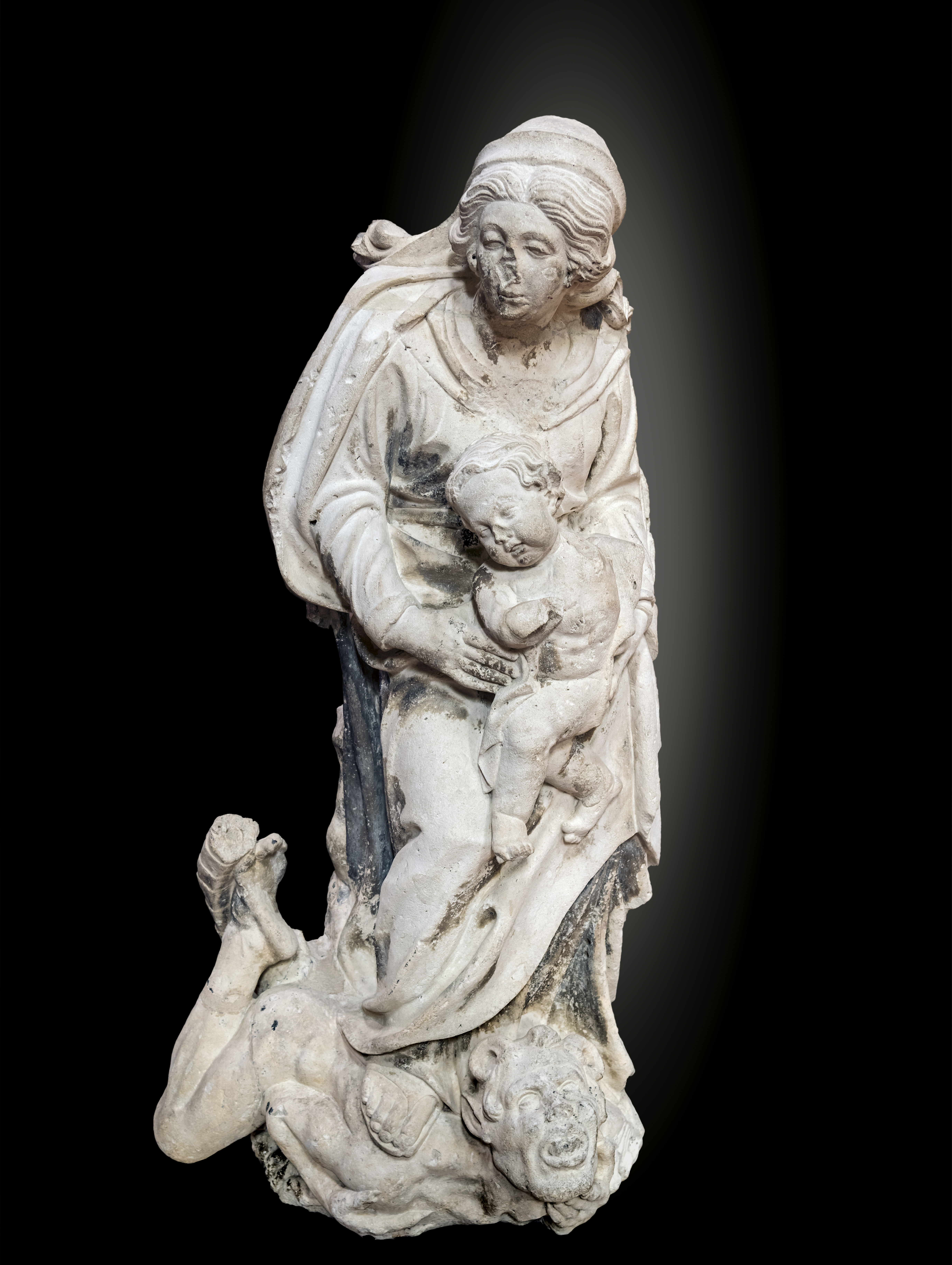
Vierge à l'enfant foulant aux pieds le démon de l'hérésie (Gervais Drouet, 1662, musée des Augustins).
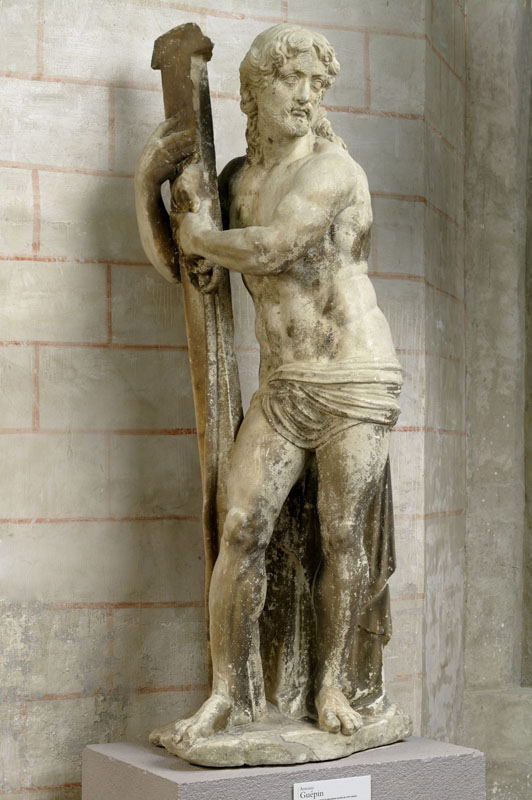
Christ tenant sa croix (Antoine Guépin, 1660, musée des Augustins).

En 1721, les capitouls jugent que l'entretien des maisons de la place est trop élevé et ils décident de les inféoder. En 1766, les États de Languedoc s'inquiètent de la solidité du Pont Neuf et confient à l'ingénieur Joseph-Marie de Saget le soin d'établir un quai le long de la terrasse naturelle qui va du pont au prieuré de la Daurade (actuel quai de la Daurade). Le projet est rapidement élargi à la construction de plusieurs quais et ports le long de la rive droite, jusqu'aux moulins du Bazacle (actuels quais Lucien-Lombard et Saint-Pierre, ports de la Daurade et Saint-Pierre). Les travaux commencent rapidement, par l'aménagement du quai de la Daurade et, en 1777, les maisons joignant le pont (anciens no 2 à 6) sont détruites afin de relier le quai à la place du Pont-Neuf.

### Époque contemporaine
Au cours du XIXe siècle, du côté nord comme du côté sud, les maisons de la place du Pont Neuf sont remaniées : surélévation, transformations des fenêtres, ajout de garde-corps. Les travaux les plus considérables interviennent entre 1869 et 1870, lors du percement, sous la direction de l'architecte Jacques-Jean Esquié, de la rue Longitudinale, rebaptisée rue de Metz. Tandis que la vieille rue du Pont est remplacée par une vaste voie de circulation de 10 mètres de large, les maisons du côté est de la place sont démolies et remplacées par de grands immeubles de style haussmannien. Dans le même temps, certaines façades sont remaniées sur le modèle des immeubles haussmanniens, tel le no 1 qui reçoit une façade de briques claires dans la deuxième moitié du siècle. C'est d'ailleurs durant les travaux de percement que les restes du théâtre antique sont redécouverts. La place du Pont-Neuf est alors un des lieux de la vie toulousaine. Dans les années 1890 est ouvert l'hôtel de voyageurs « Les Beaux-Arts », à l'angle nord de la place et du quai de la Daurade (no 1), caractéristique avec son décor Belle Époque dans le goût des grands cafés parisiens. Le lieu est fréquenté par les artistes venus de l'École des Beaux-Arts tout proche, parmi lesquels Antoine Bourdelle et Henri Matisse.
La place est de plus un important carrefour, dont le rôle s'est renforcé depuis le percement entre 1869 et 1870 de la rue de Metz, qui traverse le centre-ville d'ouest en est, depuis la place du Pont-Neuf jusqu'aux boulevards (actuels boulevard Lazare-Carnot et allées Forain-François-Verdier). Dans l'axe de la rue de Metz et du Pont Neuf, au croisement des voies qui longent les quais de la Garonne, la place reste donc un lieu de passage stratégique entre le centre-ville et les faubourgs à l'ouest de la ville. Plusieurs commerces participent à l'animation de la place, tels que le tabac la Pipe ou Tabac du Pont-Neuf (actuel no 7) et les bars le Filochard (no 8) et le Beaucoup (no 9).
Après l'ouverture de la ligne A du métro, en 1993, plusieurs lignes de bus voient leur parcours modifié et ont leur terminus au cours Dillon, augmentant le trafic des bus traversant la place.

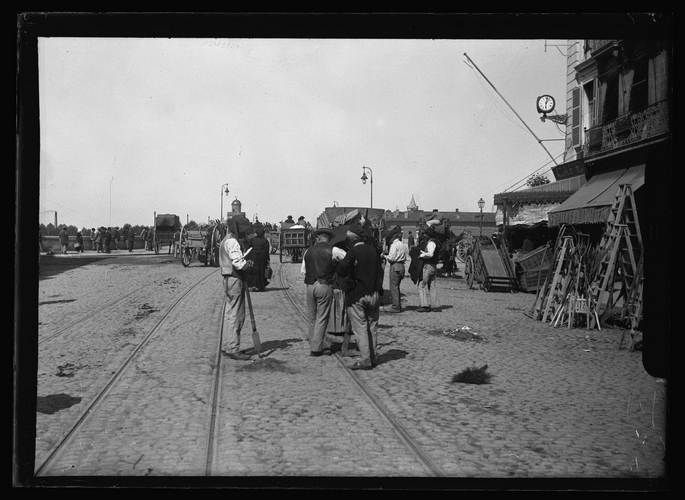
Racleurs de rails (Eugène Trutat, 25 juin 1899, Archives municipales).
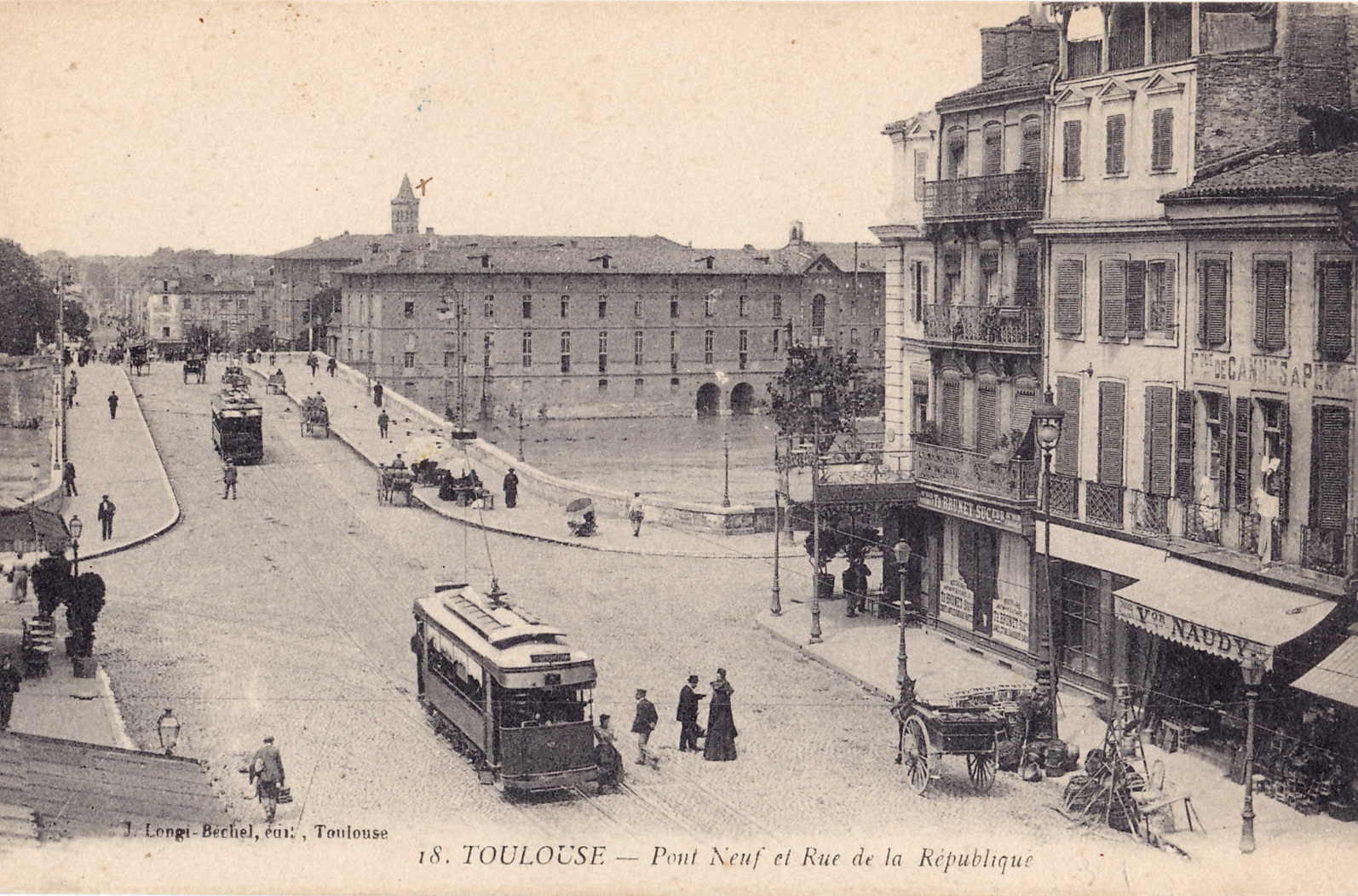
« Pont-Neuf et Rue de la République » (carte postale, années 1910).

## Patrimoine et lieux d'intérêt

### Immeubles
- no  5 : immeuble. 
L'immeuble, construit entre 1663 et 1688, conserve l'architecture classique des immeubles qui bordaient la place lors de son aménagement au XVIIe siècle. Il s'organise entre la place du Pont-Neuf et la rue Lanternières (actuel no 1). Le rez-de-chaussée est percé d'une grande arcade de boutique, voûtée en berceau, et d'une porte latérale. Aux étages, les fenêtres ont un chambranle mouluré, un large appui en pierre et des garde-corps en fer forgé à motifs géométriques. L'élévation est couronnée par une corniche moulurée à denticules. L'immeuble a été surélevé d'un étage en 2018[11].

- no  9 : immeuble. 
L'immeuble s'élève sur une parcelle triangulaire, à l'angle des rues Lanternières et Peyrolières. L'unique travée sur la place du Pont-Neuf est mise en valeur par un décor néo-classique caractéristique des années 1820-1840. Le rez-de-chaussée est maçonnée en brique, tandis que les étages sont en pan de bois. Au 1er étage, la grande fenêtre est encadrée de deux paires de pilastres en bois à chapiteaux corinthiens en terre cuite, qui soutiennent un entablement surmonté d'une corniche. Le balcon en pierre a un garde-corps en fer forgé au décor de cannes, au centre duquel prend place un médaillon qui porte le monogramme « DD ». Au 2e étage, la fenêtre est plus simplement encadrée de larges dosserets et surmontée d'une corniche[12].

- no  10 : maison de Gilles de Juillard. 
Cette maison est la première construite sur la place du Pont-Neuf, entre 1657 et 1658. Elle porte encore les inscriptions « C.L. 1657 - F.L. 1658 ». Elle s'élève sur deux étages décroissants séparés par des corniches en pierre. Le rez-de-chaussée est ouvert par deux grandes arcades de boutiques voûtées en berceau avec clef de voûte en pierre. Le 1er étage est percé de deux fenêtres carrées. Entre les fenêtres se trouvaient les blasons, sculptés par Pierre Mercier, des capitouls de l'année 1658-1659, martelés à la Révolution. Le huitième blason est recouvert par une plaque commémorative de la venue de Louis XIV à Toulouse, certainement placée ici plus tardivement. Le 2e étage est éclairé par six petites fenêtres voûtées en berceau. La maison est coiffée d'une large corniche. 
En 1811, Juevy, propriétaire de la maison de Gilles de Juillard et des maisons voisines (no 12 et 14) obtient l'autorisation de modifier les façades : les fenêtres à meneaux du premier étage peuvent être réduites en largeur, les fenêtres du galetas modifiées, la corniche séparant le rez-de-chaussée du premier étage supprimée et l'ensemble surélevé d'un troisième étage mansardé[13],[14].

### Théâtre antique
Le théâtre de la cité romaine de Tolosa se trouvait en partie sous le sol de l'actuelle place du Pont-Neuf et des immeubles qui la bordent. Il est construit sous le règne de l'empereur Auguste au Ier siècle av. J.-C. ou au début du siècle suivant. On estime qu'il pouvait accueillir 8 000 spectateurs. L'orchestra (emplacement des actuels no 6 et 10 rue Peyrolières) mesurait 28 mètres de diamètre. Le mur de scène ou postcænum (emplacement de l'actuelle rue du Tabac jusqu'au no 7 rue de Metz), qui permettait une bonne acoustique, mesurait 94 mètres de long. Ces dimensions peuvent être rapprochées de celles des théâtres d'autres villes romaines, comme celui d'Orange ou celui de Mérida.

## Personnalité
- Jules Garipuy (1817-1893) : peintre, il meurt à son domicile (ancien no 6)[16].